# 長鰭鮨麗魚
長鰭鮨麗魚，為輻鰭魚綱鱸形目隆頭魚亞目慈鯛科的其中一種，分布於非洲奧塔萬戈河及三比西河上游流域，體長可達30公分，棲息在水流緩慢的潟湖、氾濫區，夜行性，以昆蟲、小魚等為食。

## 擴展閱讀
維基物種上的相關：長鰭鮨麗魚